# Pietro II Candiano
Pietro II Candiano (ur. ok. 872, zm. 939) – doża Wenecji od 932. Syn Pietro I Candiano.